# East Camden (Arkansas)
Pour les articles homonymes, voir East Camden.
East Camden est une ville située dans l’État américain de l'Arkansas, dans le comté de Ouachita.